# Le Chesne (Ardennes)
Le Chesne település Franciaországban, Ardennes megyében. Lakosainak száma 883 fő (2018. január 1.). Le Chesne Les Alleux, Belleville-et-Châtillon-sur-Bar, Louvergny, Montgon, Sauville, Tannay és Voncq községekkel határos.

## Népesség
A település népességének változása:
| Lakosok száma | 1078 | 1132 | 1041 | 974  | 971  | 981  | 934  | 930  | 897  | 883  |
|               | 1962 | 1968 | 1982 | 1990 | 2006 | 2008 | 2013 | 2015 | 2017 | 2018 |